# Frank Farrelly
Frank Farrelly (Saint Louis, 26 agosto 1931 – Madison, 10 febbraio 2013) è stato uno psichiatra statunitense, ideatore della Terapia provocativa (da cui il testo Provocative Therapy, con Jeff Brandsma, Meta Publications, 1974).
Sviluppando la teoria "centrata sul cliente" di Carl Rogers, Farrelly ha costruito un nuovo approccio terapeutico, che affronta più direttamente i disturbi psichici del paziente.